# Hyadaphis foeniculi
Hyadaphis foeniculi är en insektsart som beskrevs av Giovanni Passerini 1860. Hyadaphis foeniculi ingår i släktet Hyadaphis och familjen långrörsbladlöss. Arten är reproducerande i Sverige.

## Underarter
Arten delas in i följande underarter:
- H. f. foeniculi
- H. f. hirsuta